# Karlingiomyces marylandicus
Karlingiomyces marylandicus är en svampart som först beskrevs av Karling, och fick sitt nu gällande namn av Frederick K. Sparrow 1960. Karlingiomyces marylandicus ingår i släktet Karlingiomyces och familjen Chytridiaceae.   Inga underarter finns listade i Catalogue of Life.